# Eukoenenia depilata
Eukoenenia depilata is een spinnensoort in de taxonomische indeling van de Palpigradi.
Het dier komt uit het geslacht Eukoenenia. Eukoenenia depilata werd in 1960 beschreven door Rémy.